# Hilarinus
Hilarinus ist im Martyrologium Romanum der Name mehrerer Märtyrer.
Als bedeutendster unter ihnen gilt Hilarinus von Ostia († 362 in Ostia), der mit dem heiligen Gallicanus in Ostia Arme und Kranke gepflegt und den Ausbau von Gallicanus’ Haus zum Hospital finanziert haben soll.
Der Legende nach wurde er, gemeinsam mit Donatus von Arezzo, Opfer der Julianischen Christenverfolgung und 362 wegen Kultverweigerung mit Stöcken zu Tode geprügelt. Sein Leichnam wurden zurück nach Ostia überführt, wo er begraben wurde.